# Диктис (сын Магнета)
Диктис (др.-греч. Δίκτυς «неводарь», от δίκτυον «невод») — персонаж древнегреческой мифологии. Сын Магнета и морской нимфы. По Ферекиду, сын Перисфена. Рыбак с острова Сериф, брат Полидекта. Спас Данаю с младенцем Персеем, когда её выбросило на берег острова. Воспитал Персея в храме Афины. Когда Персей вырос, Полидект отправил его в путешествие. Вернувшись, Персей сделал Диктиса царем Серифа. У афинян был жертвенник Диктиса и Климены, спасителей Персея.
Действующее лицо сатировской драмы Эсхила «Тянущие невод» (фр.46-47 Радт), пьесы Еврипида «Диктис».